# Эбботт, Набия
Набия Эбботт (англ. Nabia Abbott; 31 января 1897, Мардин, Османская империя — 15 октября 1981, Чикаго, Иллинойс) — американский исламовед, историк-востоковед, филолог, папиролог. Первая женщина, получившая должность профессора Института востоковедения Чикагского университета, его эмерит-профессор с 1963 года.

## Биография
Набия Эбботт родилась 31 января 1897 года в городе Мардин, Османская империя. Будучи ребёнком, она путешествовала с семьёй на караване по Ближнему Востоку, сначала в Мосул, а затем через Тигр в Багдад. В 1907 году её семья по Персидскому заливу и Аравийскому морю перебралась в Бомбей. Набия обучалась в нескольких английских школах, а затем получила аттестат зрелости в Кембриджском университете, где сдала свой первый экзамен. В годы Первой мировой войны семья продолжала жить в Индии, а Набия поступила в Изабелла Тоберн Колледж, женское английское учебное заведение в Лакхнау, филиал Аллахабадского университета. В 1919 году она закончила его со степенью бакалавра гуманитарных наук с отличием. Вместе с ней обучалось несколько женщин, которые в независимой Индии стали общественными и политическими лидерами.
После окончания обучения Набия отправилась в Ирак, где помогала Гертруде Белл в развитии женского образования. Отсюда семья направилась в Бостон, Массачусетс, где Набия поступила в Бостонский университет, который закончила в 1925 году со степенью магистра гуманитарных наук. Затем она поступила на факультет колледжа Эсбери в Уилморе, Кентукки. Здесь Набия сначала преподавала на педагогическом, а в 1925—1933 возглавляла исторический факультет. Затем вместе с семьёй она переехала в Чикаго, Иллинойс, где стала работать в Институте востоковедения при Чикагском университете под руководством профессора арабского языка Мартина Спренглинга. До начала Второй мировой войны здесь занимались исламоведением и ориенталистикой в рамках изучения связей ислама с древним Ближним Востоком, в связи с чем в библиотеке института хранились ценные бумаги, папирусы и пергаменты. Под руководством Мартина Спренлинга, изучив эти документы, Набия написала диссертацию на PhD под названием «Папирусы Курры в Восточном институте» (англ. The Kurrah Papyri of the Oriental Institute). За исключение года на пересечении 1946 и 1947, который Набия отдала на академический отпуск на Ближнем Востоке, она более не покидала Восточный институт, где отдавала всю себя изучению папирологии. В 1949 году она получила должность профессора института, а в 1963 году стала его эмерит-профессором.
Набия Эбботт скончалась в Чикаго, Иллионойс, 15 октября 1981 года.